# Варламов, Дмитрий Васильевич
Дмитрий (Мито) Васильевич Варламов (17 апреля 1905, Санкт-Петербург, Российская империя — 7 декабря 1968, Москва) — советский кинорежиссёр
 документального, научно-популярного кино.

## Биография
Дебютировал в кино в 1929 году, когда начал работать на киностудии «Госкинопром Грузии» в Тбилиси.
Выпускник режиссёрского факультета государственного института культуры (1934). В 1932—1934 годах работал деканом режиссёрского факультета государственного института культуры, в 1933—1934 годах — там же ассистент С. Эйзенштейна по курсу теории режиссуры.
В 1935—1941 годах — режиссёр киностудии «Межрабпомфильм», в 1938 году поставил здесь художественный фильм «Друзья из табора», киноповесть по сценарию Льва Кассиля и Михаила Юдина.
В годы Великой Отечественной войны был режиссёром фронтовой киногруппы. Затем работал режиссёром Ашхабадской, Саратовской, Свердловской студий хроникально-документальных фильмов.
С 1952 года работал режиссёром «Моснаучфильма» (позднее — «Центрнаучфильм»).
Был первым мужем актрисы Татьяны Окуневской. В браке родилась дочь Инга (1933—2013), жена известного советского переводчика первых лиц государства Виктора Суходрева.
Вторая жена — врач Лариса Павловна Варламова, кандидат медицинских наук.
Похоронен на Новодевичьем кладбище.

## Избранная фильмография
- 1938 — «Друзья из табора» (в соавт. с Г. Ломидзе, короткометражный)
- 1958 — «Подземная газификация углей»
- 1959 — «По пути автоматизации»
- 1961 — «Великий дар природы»
- 1963 — «Будь осторожен на воде» (совместно с Ю. Разумовым)
- 1965 — «Без опоры и трения» и др.

## Награды
- Ломоносовская премия (1961) за полнометражный научно-популярный фильм «Великий дар природы».